# Девочки сверху
«Де́вочки све́рху» (нем. Mädchen, Mädchen) — немецкий кинофильм 2001 года, молодёжная комедия.

## Сюжет
Три заводные подруги Инкен, Лена и Вики заканчивают школу и ни разу не испытывали оргазм. Это настоящая катастрофа! Пора действовать! Школьницы отправляются на поиски этого загадочного оргазма. Впереди их ждут невероятные приключения, откровенные признания и, наконец, неожиданная награда — первая незабываемая ночь!

## В ролях
| Актёр            | Роль  |
| ---------------- | ----- |
| Диана Амфт       | Инкен |
| Каролина Херфурт | Лена  |
| Фелиситас Волль  | Вики  |
| Андреас Крист    | Ник   |
| Макс Римельт     | Флин  |
| Мартин Райнхольд | Дирк  |